# Тромбал
Тромбал (хорв. Trombal) — населений пункт у Хорватії, в Істрійській жупанії у складі громади Вижинада.

## Населення
Населення за даними перепису 2011 року становило 0 осіб.
Динаміка чисельності населення поселення:

## Клімат
Середня річна температура становить 13,21 °C, середня максимальна – 27,12 °C, а середня мінімальна – -1,76 °C. Середня річна кількість опадів – 983 мм.
| Клімат поселення                              | Клімат поселення | Клімат поселення | Клімат поселення | Клімат поселення | Клімат поселення | Клімат поселення | Клімат поселення | Клімат поселення | Клімат поселення | Клімат поселення | Клімат поселення | Клімат поселення | Клімат поселення |
| Показник                                      | Січ.             | Лют.             | Бер.             | Квіт.            | Трав.            | Черв.            | Лип.             | Серп.            | Вер.             | Жовт.            | Лист.            | Груд.            |                  |
| Середній максимум, °C                         | 9,67             | 11,02            | 14,27            | 17,63            | 22,54            | 26,52            | 27,12            | 26,58            | 22,21            | 17,55            | 12,46            | 8,90             |                  |
| Середня температура, °C                       | 3,95             | 5,30             | 8,54             | 11,91            | 16,82            | 20,80            | 23,18            | 22,63            | 18,28            | 13,61            | 8,52             | 4,96             |                  |
| Середній мінімум, °C                          | −1,76            | −0,42            | 2,83             | 6,18             | 11,11            | 15,08            | 19,25            | 18,70            | 14,34            | 9,67             | 4,58             | 1,03             |                  |
| Норма опадів, мм                              | 69               | 55               | 70               | 79               | 76               | 86               | 59               | 87               | 95               | 112              | 107              | 88               |                  |
| Середньомісячна швидкість вітру, м/с          | 1.69             | 1.98             | 2.13             | 2.19             | 1.98             | 1.89             | 1.89             | 1.80             | 1.78             | 1.90             | 1.94             | 1.83             |                  |
| Середньомісячна сонячна радіація, кДж/м²·день | 4412             | 7375             | 10636            | 15051            | 19122            | 21059            | 22025            | 18839            | 13982            | 8916             | 4886             | 3694             |                  |
| --------------------------------------------- | ---------------- | ---------------- | ---------------- | ---------------- | ---------------- | ---------------- | ---------------- | ---------------- | ---------------- | ---------------- | ---------------- | ---------------- | ---------------- |
| Джерело:                                      |                  |                  |                  |                  |                  |                  |                  |                  |                  |                  |                  |                  |                  |